# Campeonato Mundial de Piragüismo en Aguas Tranquilas de 2010
El XXXVIII Campeonato Mundial de Piragüismo en Aguas Tranquilas se celebró en Poznań (Polonia) entre el 19 y el 22 de agosto de 2010 bajo la organización de la Federación Internacional de Piragüismo (ICF) y la Federación Polaca de Piragüismo.
Las competiciones se realizaron en el canal de piragüismo acondicionado en el lago Malta, al este de la ciudad polaca.

## Medallistas

### Masculino
| Evento               | Oro | Plata                                                                                              | Bronce                                                                                          |
| -------------------- | --- | -------------------------------------------------------------------------------------------------- | ----------------------------------------------------------------------------------------------- |
| K1 200 m (22.08)     | Edward McKeever Reino Unido 34,807 s                                                                           | Ronald Rauhe · Alemania · 35,155 s                                                                 | Piotr Siemionowski · Polonia · 35,195 s                                                         |
| K2 200 m (22.08)     | Arnaud Hybois Sébastien Jouve Francia 31,532                                                                   | Saúl Craviotto Rivero · Carlos Pérez Rial · España · 31,540                                        | Liam Heath Jonathan Schofield Reino Unido 31,584                                                |
| K1 500 m (22.08)     | Anders Gustafsson · Suecia · 1:38,457                                                                          | Peter Gelle · Eslovaquia · 1:38,961                                                                | Adam van Koeverden · Canadá · 1:39,005                                                          |
| K2 500 m (22.08)     | Raman Piatrushenka · Vadzim Majneu · Bielorrusia · 1:29,230                                                    | Fernando Pimenta João Ribeiro Portugal 1:29,970                                                    | Duško Stanojević Dejan Pajić Serbia 1:30,418                                                    |
| K1 1000 m (21.08)    | Max Hoff · Alemania · 3:29,544                                                                                 | Tim Brabants Reino Unido 3:30,040                                                                  | Aleh Yurenia · Bielorrusia · 3:30,128                                                           |
| K2 1000 m (21.08)    | Martin Hollstein · Andreas Ihle · Alemania · 3:13,024                                                          | Zoltán Kammerer · Ákos Vereckei · Hungría · 3:13,204                                               | Ilia Medvedev · Anton Riajov · Rusia · 3:15,736                                                 |
| K4 1000 m (21.08)    | Arnaud Hybois Étienne Hubert Sébastien Jouve Philippe Colin Francia 2:54,103                                   | Raman Piatrushenka · Aliaxei Abalmasau · Artur Litvinchuk · Vadzim Majneu · Bielorrusia · 2:55,843 | Ondřej Horský · Jan Souček · Daniel Havel · Jan Štěrba · República Checa · 2:56,023             |
| K1 5000 m (21.08)    | Kenneth Wallace Australia 20:01,338                                                                            | Max Hoff · Alemania · 20:03,574                                                                    | Maximilian Benassi · Italia · 20:06,670                                                         |
| K1 4 × 200 m (22.08) | Saúl Craviotto Rivero · Francisco Llera Blanco · Pablo Andrés Iglesias · Carlos Pérez Rial · España · 2:27,409 | Edward McKeever Jonathan Schofield Liam Heath Edward Cox Reino Unido 2:27,897                      | Viktor Zavolski · Alexandr Diachenko · Yevgueni Salajov · Alexandr Nikolayev · Rusia · 2:28,753 |
| C1 200 m (22.08)     | Ivan Shtyl · Rusia · 39,161                                                                                    | Thomas Simart Francia 39,729                                                                       | Yuri Cheban · Ucrania · Richard Dalton · Canadá · 39,953                                        |
| C2 200 m (22.08)     | Raimundas Labuckas · Tomas Gadeikis · Lituania · 36,019                                                        | Yevgueni Ignatov · Ivan Shtyl · Rusia · 36,411                                                     | Paweł Skowroński · Paweł Baraszkiewicz · Polonia · 36,551                                       |
| C1 500 m (22.08)     | Dzianis Harazha · Bielorrusia · 1:47,701                                                                       | Li Qiang China 1:48,317                                                                            | Vadim Menkov Uzbekistán 1:48,457                                                                |
| C2 500 m (22.08)     | Alexandru Dumitrescu · Victor Mihalachi · Rumania · 1:40,781                                                   | Sergey Bezuqlıy Maksim Prokopenko Azerbaiyán 1:41,277                                              | Pavel Petrov · Alexandr Kostoglod · Rusia · 1:41,345                                            |
| C1 1000 m (21.08)    | Vadim Menkov Uzbekistán 3:51,721                                                                               | Attila Vajda · Hungría · 3:51,921                                                                  | Sebastian Brendel · Alemania · 3:53,837                                                         |
| C2 1000 m (21.08)    | Alexandru Dumitrescu · Victor Mihalachi · Rumania · 3:37,317                                                   | Andrei Bahdanovich · Aliaxandr Bahdanovich · Bielorrusia · 3:37,325                                | Márton Tóth · Róbert Mike · Hungría · 3:38,057                                                  |
| C4 1000 m (21.08)    | Dzmitri Rabchanka · Dzmitri Vaitsishkin · Dzianis Harazha · Aliaxandr Vauchetski · Bielorrusia · 3:18,724      | Gabriel Gheoca · Nicolae Bogdan · Mihail Simion · Florin Comănici · Rumania · 3:20,548             | Chris Wend · Tomasz Wylenzek · Ronald Verch · Erik Rebstock · Alemania · 3:20,616               |
| C1 5000 m (21.08)    | Ronald Verch · Alemania · 23:24,342                                                                            | José Luis Bouza · España · 23:26,398                                                               | Marián Ostrčil · Eslovaquia · 23:38,070                                                         |
| C1 4 × 200 m (22.08) | Ivan Shtyl · Mijail Pavlov · Nikolai Lipkin · Yevgueni Ignatov · Rusia · 2:48,143                              | Olexandr Maxymchuk · Yuri Cheban · Stanislav Shymanski · Viacheslav Tsejosh · Ucrania · 2:50,675   | Adam Ginter · Roman Rynkiewicz · Mariusz Kruk · Paweł Baraszkiewicz · Polonia · 2:51,059        |

### Femenino
| Evento               | Oro                                                                                           | Plata                                                                                         | Bronce                                                                                                |
| -------------------- | --------------------------------------------------------------------------------------------- | --------------------------------------------------------------------------------------------- | --- |
| K1 200 m (22.08)     | Natasa Janics · Hungría · 40,181 s                                                            | Inna Osypenko-Radomska · Ucrania · 40,797 s                                                   | Shinobu Kitamoto Japón 40,917 s                                                                       |
| K2 200 m (22.08)     | Katalin Kovács · Natasa Janics · Hungría · 36,886                                             | Marta Walczykiewicz · Ewelina Wojnarowska · Polonia · 37,766                                  | Ivana Kmeťová · Martina Kohlová · Eslovaquia · 37,778                                                 |
| K1 500 m (22.08)     | Inna Osypenko-Radomska · Ucrania · 1:50,461                                                   | Natasa Janics · Hungría · 1:50,625                                                            | Rachel Cawthorn Reino Unido 1:50,929                                                                  |
| K2 500 m (22.08)     | Gabriella Szabó · Danuta Kozák · Hungría · 1:40,064                                           | Yuliana Salajova · Anastasiya Sergueyeva · Rusia · 1:41,628                                   | Yvonne Schuring · Viktoria Schwarz · Austria · 1:42,684                                               |
| K4 500 m (22.08)     | Natasa Janics · Tamara Csipes · Katalin Kovács · Dalma Benedek · Hungría · 1:31,607           | Fanny Fischer · Nicole Reinhardt · Katrin Wagner-Augustin · Tina Dietze · Alemania · 1:32,795 | Karolina Naja · Aneta Konieczna · Sandra Pawełczak · Magdalena Krukowska · Polonia · 1:33,815         |
| K1 1000 m (21.08)    | Franziska Weber · Alemania · 3:57,544                                                         | Katalin Kovács · Hungría · 4:00,124                                                           | Sofia Paldanius · Suecia · 4:00,280                                                                   |
| K2 1000 m (21.08)    | Gabriella Szabó · Tamara Csipes · Hungría · 3:34,306                                          | Carolin Leonhardt · Silke Hörmann · Alemania · 3:37,426                                       | Yuliana Salajova · Anastasiya Sergueyeva · Rusia · 3:37,554                                           |
| K1 5000 m (21.08)    | Vivien Folláth · Hungría · 22:44,927                                                          | Maryna Pautaran · Bielorrusia · 22:53,079                                                     | Anne Rikala · Finlandia · 23:07,683                                                                   |
| K1 4 × 200 m (22.08) | Nicole Reinhardt · Conny Waßmuth · Tina Dietze · Katrin Wagner-Augustin · Alemania · 2:50,315 | Natasa Janics · Zomilla Hegyi · Ninetta Vad · Tímea Paksy · Hungría · 2:52,211                | Natalia Lobova · Anastasiya Sergueyeva · Natalia Proskurina · Anastasiya Panchenko · Rusia · 2:52,959 |
| C1 200 m (22.08)     | Laurence Vincent-Lapointe · Canadá · 48,188                                                   | Li Tianian China 48,992                                                                       | Mariya Kazakova · Rusia · 51,724                                                                      |
| C2 500 m (22.08)     | Laurence Vincent-Lapointe · Mallorie Nicholson · Canadá · 2:04,620                            | Mariya Kazakova · Yekaterina Petrova · Rusia · 2:18,110                                       | Luciana Costa · Camila Conceição Lima · Brasil · 2:19,254                                             |

## Medallero
| Núm. | País            | Oro | Plata | Bronce | Total |
| ---- | --------------- | --- | ----- | ------ | ----- |
| 1    | Hungría         | 6   | 5     | 1      | 12    |
| 2    | Alemania        | 5   | 4     | 2      | 11    |
| 3    | Bielorrusia     | 3   | 3     | 1      | 7     |
| 4    | Rusia           | 2   | 3     | 6      | 11    |
| 5    | Francia         | 2   | 1     | 0      | 3     |
| 5    | Rumania         | 2   | 1     | 0      | 3     |
| 7    | Canadá          | 2   | 0     | 2      | 4     |
| 8    | Reino Unido     | 1   | 2     | 2      | 5     |
| 9    | Ucrania         | 1   | 2     | 1      | 4     |
| 10   | España          | 1   | 2     | 0      | 3     |
| 11   | Suecia          | 1   | 0     | 1      | 2     |
| 11   | Uzbekistán      | 1   | 0     | 1      | 2     |
| 13   | Australia       | 1   | 0     | 0      | 1     |
| 13   | Lituania        | 1   | 0     | 0      | 1     |
| 15   | China           | 0   | 2     | 0      | 2     |
| 16   | Polonia         | 0   | 1     | 4      | 5     |
| 17   | Eslovaquia      | 0   | 1     | 2      | 3     |
| 18   | Azerbaiyán      | 0   | 1     | 0      | 1     |
| 18   | Portugal        | 0   | 1     | 0      | 1     |
| 19   | Austria         | 0   | 0     | 1      | 1     |
| 19   | Finlandia       | 0   | 0     | 1      | 1     |
| 19   | Brasil          | 0   | 0     | 1      | 1     |
| 19   | Italia          | 0   | 0     | 1      | 1     |
| 19   | Japón           | 0   | 0     | 1      | 1     |
| 19   | República Checa | 0   | 0     | 1      | 1     |
| 19   | Serbia          | 0   | 0     | 1      | 1     |
|      | TOTAL           | 29  | 29    | 30     | 88    |